# Бильд, Брюно
Брюно Бильд (фр. Bruno Bilde) — французский политик, депутат Национального собрания Франции, член Национального объединения. 

## Биография
Родился 22 сентября 1976 года в городе Нанси (департамент Мёрт и Мозель). Сын депутата Европейского парламента от Национального фронта Доминик Бильд. Получил степень магистра права в Университете Артуа. 
В 1991 году, в возрасте 15 лет, вступил в Национальный фронт. Во время раскола партии в 1998 году последовал за Брюно Мегре, но в 2001 году вернулся в Национальный фронт. В 2004 году был избран в Региональный совет Лотарингии, а в 2015 году — в Совет региона О-де-Франс.
В 2007 году Брюно Бильд вместе со Стивом Бриуа уговорил Марин Ле Пен переехать в бывший шахтерский город Энен-Бомон в департаменте Па-де-Кале. В 2011 году был назначен главой аппарата Марин Ле Пен, а в 2012 году возглавлял группу по связям с общественностью во время президентских выборов.
В 2014 году активно участвовал в муниципальной кампании в Энен-Бомоне, а после победы Национального фронта занял пост вице-мэра по правовым вопросам.
На выборах в Национальное собрание 2017 года был выдвинут кандидатом Национального фронта по 12-му избирательному округу департамента Па-де-Кале и победил во 2-м туре представителя президентского движения Вперёд, Республика!, получив 55,08 % голосов.  В июне 2021 года по списку Национального объединения был вновь избран в Совет региона О-де-Франс.
На выборах в Национальное собрание в 2022 году  он вновь баллотируется по 12-му округу департамента Па-де-Кале  и переизбирается депутатом. В Национальном собрании стал вице-президентом парламентской группы НО и членом Комиссии по делам культуры и образования.
Близкий сторонник Марин Ле Пен, на партийном конгрессе в ноябре 2022 года Брюно Бильд поддерживает кандидатуру Луи Алио на пост президента Национального объединения. Избранный президент Жордан Барделла не включил его в составе Исполнительного бюро партии, как и Стива Бриуа, тем самым уменьшив влияние «клана Энен-Бомон».

## Занимаемые выборные должности
28.03.2004 — 21.03.2010 — член Регионального совета Лотарингии 

21.03.2010 — 13.12.2015 — член Регионального совета Нор-Па-де-Кале 

05.04.2014 — 07.2017 — вице-мэр города Энен-Бомон 

04.01.2016 — 03.10.2017 — член Совета региона О-де-Франс 

с 21.06.2017 — депутат Национального собрания Франции от 12-го избирательного округа департамента Па-де-Кале 

с 07.2017 — член муниципального совета города Энен-Бомон 

с 02.07.2021 — член Совета региона О-де-Франс 